# La América (revista)
La América fue una revista editada en la ciudad española de Madrid entre 1857 y 1886.

## Historia
Editada en Madrid bajo el subtítulo «crónica hispano americana» empezó imprimiéndose en la imprenta de La América; después lo haría en otras, hacia 1870 estaría haciéndolo otra vez en una propia. La América, fundada por Eduardo Asquerino, tenía una periodicidad quincenal y sus ejemplares contaban con unas dieciséis páginas. Su primer número aparecería el 8 de marzo de 1857, cada año de publicación daría lugar a un tomo. Su publicación alcanzó al menos hasta el 13 de julio de 1886.
Con carácter político, literario y científico, estuvo vinculada al liberalismo y mostró una vocación universalista y americanista. Parte de sus contribuidores participaron previamente en la Revista Española de Ambos Mundos, desaparecida en 1855. Fue dirigida en sus comienzos por Eduardo Asquerino, más adelante, hacia 1870, lo haría Víctor Balaguer. La revista, que tuvo épocas en las que participaron numerosos autores hispanoamericanos, fue un foco de difusión de ideas relacionadas con el panhispanismo.